# Cei doisprezece imami
În limba arabă, cuvântul imam înseamnă conducător. Se spune că, imamul este liderul comunității de musulmani, conform primilor teologi sunniți. De asemenea, prin imam se mai înțelege că este cel care îi conduce pe creștinii musulmani la rugăciune. Se poate spune că imamul este sinonim cu noțiunea de ''calif''.
Majoritatea iranienilor siiți, în jur de 89% dintre aceștia, aparțin comunității cunoscute sub numele de șiism duodeciman, cei care cred în doisprezece conducători succesivi, imamii.

## Prezentare generală
Cuvântul imam are două înțelesuri în șiismul duodeciman. Primul este acela de conducător, îi conduce pe ceilalți la rugăciune, ca și în sunnism, iar al doilea sens îl numește pe imam ca fiind unul dintre cei doisprezece succesori ai profetului. Pentru a înțelege sensul aparte al cuvântului imam, este necesar să se știe diferența fundamentală între șiism și sunnism. Profetul Muhammad a avut trei roluri importante, anume: el a fost cel prin intermediul căruia Dumnezeu a revelat Coranul. Totodată, a fost conducătorul primei comunități islamice, el a fost cel care a pus în aplicare shari’a. Al treilea rol important al lui Muhammad a fost iluminat, putând să interpreteze șiș a transmită revelația omenirii. Conform sunnismului, imamul trebuie să îndeplinească doar unul dintre acele roluri, și anume să aplice sari’a, legea islamică. După cum se știe, după Muhammad nu mai poate fi nici un alt profet, deoarece el a fost ultimul și conform musulmanilor, iluminarea și înțelegerea sunt daruri divine cu care profeții sunt înzestrați. De aceea, succesorii săi, imamii, nu se vor bucura de aceste daruri în totalitate. Însă acest lucru nu împiedica imamii de la aplicarea legii islamice. Conform sunniților, Profetul nu a numit nici un succesor al său, iar această decizie va rămâne în mâinile lor. Pe de altă parte, șiiții mergeau pe idea că imamul, că succesor al profetului trebuie să îndeplinească cele două roluri menționate mai sus, să aplica shari’a și  să îi conducă pe oameni la rugăciune, ca un călăuzitor spiritual. Spre deosebire de sunniți, care susțin faptul că succesorul Profetului trebuie ales de Dumnezeu, șiiți vin cu un argument care a stârnit un conflict între cele două ramuri islamice. Conform șiiților, Ali a fost numit calif de către Profet și de asemenea, imamii erau singurii succesori ai Profetului. Așadar, Ali a fost numit calif de către Profet și ulterior fiecare imam numit de către predecesorul său.

### 1. Primul Imam, Ali
Ali a fost fiul unchiului Profetului, din partea tatălui, Abu Talib. Abu Talib este cel care s-a ocupat de creșterea și ocrotirea Profetului. La vârsta de 10 ani, Ali a fost primul care a acceptat islamul. El a fost numit de Profet că succesor al său, conform șiiților. Ali a fost al patrulea calif, ultimul dintre cei patru. După ce a fost calif timp de cinci ani, Ali a fost ucis de către adepții grupului Khawarij și înmormântat în orașul Najaf din Irak. 

### 2. Al doilea Imam, Al Hasan
Al Hasan a fost fiul cel mai mare al lui Ali și al Fatimei. El a ocupat poziția de calif timp de șase luni, după moartea tatălui său. După ce pierde în fața lui Mu’awiyah, el se retrage la Medina în izolare, unde avea să își petreacă restul vieții.

### 3. Al treilea Imam, Al Husein
Este fiul cel mic al lui Ali și al Fatimei. Și-a trăit o mare parte a vieții lui în Medina, la fel ca fratele său. Între Al Husein și fiul lui Mu’awiyah, Yazid, a existat un conflict, când cel din urmă devenise calif și a încercat să îl facă pe Al Husein să i se supună. În urma bătăliei de la Karbala, unde a fost și înmormântat, Al Husein a fost ucis împreună cu alți adepți ai săi. Astfel, ‘Ashura, devine ziua în care el este martirizat. Este o zi importantă în calendarul șiit, fiind manifestată prin doliu general. 

### 4. Al patrulea Imam, Ali
Ali a fost fiul Imamului Al Husein, fiind cunoscut și sub numele de Zayn Al Abidin. Ali a fost cel care a fost scutit și salvat de moarte din bătălia de la Karbala, datorită unei boli. O mare parte a vieții a petrecut-o la Medina. Este cunoscut pentru colecția sa de rugăciuni Al Sahifat Al Sajjadiyya.

### 5. Al cincilea Imam, Muhammad
Muhammad a fost fiul celui de-al patrulea Imam. El își petrece viața la Medina, unde preda științe religioase spirituale. Datorită unor schimbări majore la Karbala, mulți oameni mergeau la Medina pentru a învăța de la el. De la el s-a păstrat un număr semnificant  de tradiții. 

### 6. Cel de-al șaselea Imam, Ja’far
Ja’far este cunoscut și sub numele de Al Sadiq și a fost fiul celui de-al cincilea Imam. La Medina, el îi învăța pe oameni. Unul dintre învățații săi a fost Abu Hanifa, fondatorul uneia dintre cele patru școli de jurisprudență. De la Ja’far s-au păstrat cele mai multe tradiții. Importanta sa este atât de mare pentru șiismul duodeciman, încât una dintre școli a fost denumită Scoala Ja’fari. 

### 7. Al șaptelea Imam, Musa
Musa a trăit în perioada lui Al Mansur și Harun Al Rashid și este fiul celui de-al șaselea Imam. Și-a petrecut și marea parte a vieții la Medina, însă moare în închisoarea din Bagdad și este înmormântat în Kazimayn, în Irak. După moartea sa, Imamilor nu li s-a mai permis să locuiască în reședința lor tradițional din Medina.

### 8. Al optulea Imam, Ali
Ali este fiul celui de-al șaptelea Imam și este cunoscut și sub numele de Al Râdă. Ali a trăit într-o perioadă dificilă din cauza revoltelor șiite. Al Ma’mun este cel care îl desemnează Imam, pentru a aplana acele conflicte. Se spune că Al Râdă a murit otrăvit de către Al Ma’mun și a fost înmormântat în Iran.

### 9. Cel de-al nouălea Imam, Muhammad
Muhammad este fiul celui de-al optulea Imam și este cunoscut sub numele de Al Taqi. El s-a căsătorit cu fiica lui Al Ma’mun și a rămas în Bagdad. Muhammad reușește să se întoarcă la Medina, spre sfârșitul domniei lui Al Ma’mun, însă este adus înapoi de noul calif, Al Mu’atasim

### 10. Cel de-al zecelea Imam, Ali
Ali este cunoscut și sub numele de Al Naqi și  a fost fiul celui de-al nouălea Imam. El își petrece mare parte din viața la Medina, unde a predate științe islamice. El a fost chemat la Samarra de către cfaliful Al Mutawakkil, unde și moare datorită asprimii cu care este tratat.  

### 11. Cel de-al 11-lea Imam, Al Hasan
Al Hasan a fost fiul celui de-al zecelea Imam și este cunoscut sub numele de Al Askari. El s-a căsătorit cu fiica împăratului bizantin, Nargis Khartun. Nașterea fiului său, Mehdi, cel de-al doisprezecelea Imam era așteptată cu multă ardoare, deoarece se consideră că el va fi cel care va salva pământul de nedreptăți.

### 12. Cel de-al doisprezecelea Imam, Muhammad
Muhammad, cunoscut și sub numele de Al Mehdi, a fost fiul lui Al Hasan.